# 雪之下雪乃
雪之下雪乃（日语：／ Yukinoshita Yukino）是日本輕小說系列《果然我的青春戀愛喜劇搞錯了。》（以下簡稱《果青》）的女主角，由渡航和ponkan⑧所創。在作品中，雪乃是總武高中的高材生，對待外人相當冷漠。身為侍奉社社長的她與新加入的兩名社員比企谷八幡和由比濱結衣一起接受委託，首嘗與他人相處的種種滋味，但因為微妙情感的萌生，讓她為三人關係該何去何從而煩惱，且她也得重新面對嚴格的家人、決定自己的出路。
在改編動畫和其他相關媒體中，雪乃的聲優由早見沙織擔任。雪乃這個角色在輕小說讀者間獲得廣大人氣，2013年起連續6年入選日本《這本輕小說真厲害！》票選的女性角色前十名，並在2015年拿下了第一名。歐美評論家稱讚雪乃的角色特質和與其他兩人的交互關係，也有評論家認為雪乃這個角色並不討喜。

## 作中表現
雪乃就讀於總武高中2年J班（國際教養班），是接近十全十美的美少女，除了體力外各方面都擁有極出色的能力，成績學年第一，在校內無人不知無人不曉。曾因太過優秀而被同學孤立，因此對外人保持冷漠，也沒有與他人愉快相處和依賴他人的經驗。其外貌端正，平胸，身材纖細有致，平常的髮型是黑色長直髮，有呆毛。為人正直，有話直說且毒舌（但沒有惡意），要求嚴格不容妥協，好勝心強。興趣是閱讀，相當喜歡貓，氣質和舉止也和貓相似。
雪乃是該校侍奉社的社長兼唯一一個社員，故事一開始在導師平塚靜的要求下讓個性孤僻的男主角比企谷八幡入社，隨後人緣佳的少女由比濱結衣也在因緣際會下加入兩人，三人一起以侍奉社的身分接受學生的委託。經過一段時間的相處和共事，雪乃與由比濱成為真心好友，兩人也都對八幡有了微妙的情感。也因為這份情感，雪乃對八幡自稱同樣討厭虛偽卻總是行虛偽之事的行為感到更加不能接受，學生會長選舉後兩人關係降至冰點。雖然在由比濱的協調下和好，但三人仍舊沒有誰坦白心意。
在由比濱的推動下，三人先後以委託形式道出了各自的願望。雪乃在成長過程中始終追隨著優秀姊姊陽乃的背影，而母親對她也毫不管束；雖然想繼承父親成為議員，但因為父母八成會讓陽乃繼承而死心，種種因素養成了被陽乃批評為「沒有自我」的個性。如今面對母親的施壓和陽乃的指摘，雪乃下定決心不道出心聲，做出了希望兩人見證到最後的委託，打算停止依賴，以獨立的姿態去面對家人。隨後她獨自接下了籌辦畢業舞會的重大委託，卻遭到母親作為試煉般的阻撓。
她與執意幫忙的八幡立下賭注，雙方各自行事，但最後是八幡的作法成功。雪乃用賭注的效力結束三人僅靠著侍奉社維繫的關係，向八幡稱這種虛偽關係並不是他所追求的真物，而自己已經沒問題了，並要八幡去滿足由比濱的「願望」，八幡也全盤接受並放手。然而當初的委託終究是雪乃扼殺自己的心情所做出來的決定，這樣的結局到頭來也是偽物，就這點來看她的母親和陽乃也沒有接受。察覺如此的八幡將主辦第二次舞會的機會交給雪乃，讓她有再一次的機會爭取家人認同。八幡也終於面對不想與雪乃分開的真心，在天橋上向雪乃告白，表示願意單方面的將一切都給她，經過一番對嘴後，雪乃也回以肯定的答覆。在舞會大功告成後，雪乃正式向八幡告白：「比企谷同學，我喜歡你」。

## 角色設計
雪乃的角色形象由《果青》的作者渡航構思，插畫家ponkan⑧根據渡航提出的形象進行人物設計。關於其姓名，雪乃的名字和其他角色一樣，都是以神奈川縣內的地名作為由來。她的姓氏「雪之下」據信是取自鐮倉市的一個丁目「雪之下」，而名字「雪乃」在故事設定中是由母親決定，因為她出生在下雪的日子。
《果青》是渡航第一次嘗試寫的校園青春故事，而雪乃和八幡是作品中最早設定好的角色。雪乃和八幡是不同意義上的「獨行俠」，渡航表示，他是有意讓男主角和女主角具備相同的屬性，不過相較於八幡走上獨行俠之路的原因是社交不行，雪乃則是因為太過優秀而被排擠的「孤高」；兩人的結果雖然都是孤獨，但過程和本質完全不同。對於兩人的相處模式，渡航表示：「這兩個人交情肯定不壞，只是友好的氣氛從沒出現過。這種微妙的距離感讓我覺得很愉快。」雪乃和八幡在故事末尾互相表白，對於是否一開始就想好要讓兩人成一對，渡航稱這個問題的答案取決於「成一對」的定義，但至少他一開始就有打算讓他們建立起某種堅定的感情，並對結局有模糊的預想。對於雪乃的角色描寫上，渡航稱她的角色特質很固定，所以在表現的範圍上是受到限縮的，不過隨著劇情推進有所放寬，ponkan⑧也表示，到了結尾她的表情、髮型和服裝都有改變的空間。
渡航表示，雪乃並不是他的理想型，要是她真的存在肯定會覺得不喜歡，但他總是以「父母親般的眼光」來看待筆下的角色，所以還是會覺得這樣的女孩可愛。渡航稱：「越是麻煩的女孩總是越令人放在心上對吧。但會不會衍生出好感這點得看個人，而八幡的話，他就覺得這樣麻煩的個性真是太好了。八幡一邊想說『為什麼我非得和這種麻煩事扯上關係』，可是放著不管她搞不好會死掉，保護欲就這樣被勾起來了。」

### 配音
在《果青》的動畫版中，雪乃的聲優由早見沙織擔任。對於雪乃這個角色，早見表示自己對她的印象就是個人如其名、像雪一樣的人，而隨著她的持續詮釋，雪乃表現感情的範圍逐漸變得更加豐富：「乍看之下她很平靜，絲毫不動搖，但我已經很清楚，她有自己的喜悅和悲傷。」雪乃也在廣播劇《總武高中侍奉社電台》、遊戲《果然即使是遊戲，我的青春戀愛喜劇還是搞錯了。》當中登場。2014年，雪乃在手遊作為可選擇角色登場。

### 歌曲
三季動畫的片尾曲都是由雪乃和結衣的聲優一起演唱，其中第2季第11話和第3季第7話播出了雪乃的獨唱版本。負責作詞和演唱第一季片頭曲雪融之時的歌手也表示，雪乃不是那種可以獨自完成任何事情的人，卻又無法依賴周遭的人，所以她想透過這首雪融之時拯救這樣的雪乃。她也用雪融化的意象來比喻固結的感情和心意輕柔地化開。

## 各界反應

### 角色人氣
雪乃在輕小說讀者和動畫觀眾之間擁有相當高的人氣。輕小說第1冊於2011年首度問世後，雪乃於2013年至2018年間連續6年入圍日本《這本輕小說真厲害！》的前十女性角色票選，分別獲得第8名、第2名、第1名、第2名、第4名、第6名。動畫第二季播出後，雪乃獲得日本「Newtype動漫獎2014-2015」的女性角色獎，贏過遠坂凛和常守朱。2015年的國際最萌大會票選中，雪乃獲得海藍寶石和藍寶石獎項，2016年獲得藍寶石項鍊，2019年獲得紫水晶項鍊，2020年獲得萌王頭銜（冠軍）和藍寶石項鍊。2020年Bilibili舉辦年度動畫大選，雪乃在「年度動畫角色」類別排名第十，也是《果青》排名最高的角色。
雪乃是早見沙織的代表角色之一。2021年，Oricon News在Twitter上發起投票，詢問讀者在早見飾演的角色中最喜歡哪個角色；在185票中有34票投給雪乃，超過白雪（赤髮白雪姬）、司波深雪（魔法科高中的劣等生）、新垣綾瀨（我的妹妹哪有這麼可愛！ ）、西宮硝子（電影版 聲之形）等角色，排名第一。

### 媒體評論
動畫新聞網的蕾貝卡·西爾弗曼（Rebecca Silverman）在對輕小說第1卷的評論中表示，渡航重現了大多數人在高中熟悉的各色人物，而不採用日本動畫常見的典型角色，不過還是做出了些許遷就，將雪乃塑造成如同教科書般的傲嬌角色。雖然如此，西爾弗曼看完第1冊後覺得雪乃這個角色很煩人。THEM動畫評論網的編輯艾倫·穆迪（Allen Moody）在評論動畫第一季時，將雪乃和他認為是《果青》抄襲對象的輕小說《我的朋友很少》之角色做相比，稱「雪乃對八幡的語氣平淡挖苦比三日月夜空的還要高明的多。」動畫新聞網的卡爾·金林格（Carl Kimlinger）在動畫第一季的評論中，形容雪乃是個「十足優越的傢伙，對別人不及她之處毫無耐心。簡單來說，就是八幡這種老愛自我辯解的輸家的天敵。」金林格也稱，雪乃與八幡唇槍舌戰及笨拙地想和結衣培養友情的橋段相當暖人心脾，而雪乃在日常談話的毒舌也提供了喜劇效果。動畫新聞網的另一位編輯尼克·克里默（Nick Creamer）也在第二季的評論中點出雪乃、八幡和結衣間的交互和矛盾，對有層次和真實感的人物刻劃表示稱讚。

## 備註
1. ↑  全名為「千葉市立總武高等學校」。
2. ↑  以歸國菁英子女及預備出國留學生組成的班級。
3. ↑  改制前是大字。
4. ↑  當地歷史氣息濃厚，鶴岡八幡宮就坐落在該處。
5. ↑  新制度上路首屆。